# Бакай Олександр Степанович
Бакай Олександр Степанович (16 вересня 1938 — 9 серпня 2025) — радянський та український фізик-теоретик, академік НАН України (2009), лауреат Державної премії України, лауреат премії Фонду Сороса.

## Біографія
Народився 16 вересня 1938 р. у Харкові. Після закінчення Петрівсько-Роменської середньої школи в 1955 був прийнятий до Харківського державного університету. В 1960 в альптаборі «Ельбрус» зробив перші кроки в альпінізмі, які відіграли значну роль в подальших сходженнях. Після закінчення навчання на фізико-математичному факультеті у 1961 р. був направлений до теоретичного відділу Харківського фізико-технічного інституту.
Під керівництвом Д. В. Волкова почав наукову працю з побудови електродинаміки фотонів у теорії Редже. За 20 років від молодшого наукового співробітника (1961) піднявся до завідувача теоретичного відділу (1981). З 1960 по 1977 рік здійснив близько 70 сходжень, з них більше десятка — найвищої категорії складності. Під керівництвом Г. Я. Любарського брав участь у розрахунках накопичувача електронів і позитронів з енергією 2.2 ГеВ і виконав дослідження зі стохастичної динаміки електронів у накопичувачі. В 1966 захистив кандидатську дисертацію, а в 1972 році — докторську.

## Наукова діяльність
Разом із О. I. Ахієзером (1971) запропонував теорію стохастичного прискорення частинок на основі моделі Фермі-Улама, а з В. Г. Бар'яхтаром вивчав процеси параметричного збудження звуку однорідним магнітним полем у феромагнетиках. Одночасно протягом 1977—1999 років − професор ХДУ і Білгородського педагогічного університету (1994—1998).
- 1992 — роботи О. Бакая з теорії полікластерних аморфних тіл відзначені Державною премією України;
- 2008 — роботи з ядерної енергетики відзначені премією ім. О. І. Лейпунського НАН України.

Є автором понад трьохсот наукових робіт, з яких 5 монографій. Був науковим керівником у 12 кандидатів і 4 докторів наук.